# 국경일 (베트남)
국경일(베트남어: Ngày Quốc khánh 응아이꾸옥카인[*])은 1945년 9월 2일 호찌민 주석이 하노이의 바딘 광장에서 베트남 독립선언을 하여 오늘날 베트남 사회주의 공화국의 전신인 베트남 민주 공화국(북베트남)을 성립시킨 것을 기념하는 베트남의 국경일이다.

## 같이 보기
- 국경일